# عبد الله القصير
عبد الله بن صالح بن محمد بن أحمد القصير (31 مايو 1951 - 13 مارس 2024) هو عالم دين وداعية إسلامي سعودي متفرغ للدعوة الإسلامية والخطابة والتأليف والتدريس. تخرج من كلية الشريعة بجامعة الإمام عام 1397هـ، ثم صدر قرار تعيينه «داعية» بالرئاسة العامة للبحوث العلمية والإفتاء، ثم عين في عام 1410هـ مديراً للدعوة والمساجد في منطقة الرياض. مع استمراره في العمل الدعوي، حتى عُيَّن مستشار الدعوة بوزارة الشؤون الإسلامية والأوقاف والدعوة والإرشاد حتى تفرغه 1428هـ من العمل الحكومي إلى مجال الدعوة الإسلامية.

## النسب والنشأة
يعود نسبه إلى قبيلة عنزة من ربيعة؛ إحدى القبائل العدنانية. من القصيم، وُلد في 25 شعبان 1370هـ يوافق 31 مايو 1951م، في بلدة الشقة وترعرع فيها إلى بدايات المرحلة الثانوية حيث ترك القصيم متوجهاً إلى الرياض لطلب العلم على مشايخ الرياض ومن أبرزهم الشيخ عبد العزيز ابن باز ملازماً له مايزيد عن ثلاثين سنة.

## الدراسة المنهجية
درس المرحلة الابتدائية في قريته بلدة الشقة، ثم درس المرحلة المتوسطة في المعهد العلمي ببريدة والثانوية في المعهد العلمي بالرياض، ثم أكمل الدراسة الجامعية في كلية الشريعة بجامعة الإمام بالرياض، وتخرج منها عام 1390هـ.

## مشايخه
حضر دروس عدد من كبار العلماء في مساجد الرياض والقصيم، منهم :
- الشيخ عبد الله بن حميد - رئيس مجلس القضاء الأعلى سابقاً.
- الشيخ عبد العزيز بن عبد الله بن باز، المفتي العام للمملكة العربية السعودية سابقاً.
- معالي الشيخ الدكتور صالح بن فوزان الفوزان - عضو اللجنة الدائمة للإفتاء وعضو هيئة كبار العلماء.
- الشيخ صالح السكيتي.
- الشيخ صالح الخريصي.
- الشيخ صالح الناصر.
- الشيخ صالح بن إبراهيم البليهي.
- الشيخ علي الضالع.
- الشيخ صالح الأطرم.

## التدريس الجامعي
1. تدريس القرآن الكريم وأصول الفقه، والمرافعات الشرعية، والأحوال الشخصية، والثقافة الإسلامية في كلية الملك فهد الأمنية ما بين عامي 1402-1404هـ.
2. تدريس محاضرات الثقافة الإسلامية بكلية الملك عبد العزيز الحربية ما بين عامي 1402-1403هـ.
3. تدريس محاضرات العقيدة الإسلامية والدعوة إلى الله في كليات الشريعة، وأصول الدين، والدعوة، ومركز التعليم المستمر وخدمة المجتمع بجامعة الإمام محمد بن سعود الإسلامية للفترة ما بين 1413-1418هـ.

## المشاركات المحلية والدولية
1. مثّل الرئاسة العامة للبحوث العلمية والإفتاء والدعوة والإرشاد ثم وزارة الشؤون الإسلامية والأوقاف والدعوة والإرشاد في حضور لجان محلية على أعلى المستويات لدراسة جملة من الأنظمة ذات الشأن وصياغتها بما يتفق مع الشريعة الإسلامية.
2. مثّل سماحة مفتي عام المملكة العربية السعودية الشيخ عبد العزيز بن باز بتكليفٍ منه في حضور بعض المناسبات واللجان خارج المملكة في عدد من الدول الإسلامية بشأن الدعوة الإسلامية العالمية، واللقاءات الرسمية.
3. يقوم كل سنة برحلة دعوية في مختلف دول العالم.

## التدريس في المساجد
له دروس مكثفة في عدد من مساجد مدينة الرياض وابرزها جامع الشيخ فهد العويضة وجامع الأمير فيصل بن محمد بن تركي وجامع فهد الدخيل الذي هو إماما له وخطيباً، له لجملة من الكتب المعتمدة عند أهل العلم في التفسير والحديث والمصطلح والعقيدة والفقه وهي:
مختصر تفسير ابن كثير، تفسير السعدي، مسند الإمام أحمد، صحيح البخاري، صحيح مسلم، سنن أبي داود، شرح السنة للبغوي، بلوغ المرام، عمدة الأحكام، كتاب التوحيد، العقيدة الواسطية، شرح السنة للبربهاري، لمعة الاعتقاد، ثلاثة الأصول، العقيدة السفارينية، الدرر السنية، مجموع فتاوى ابن تيمية، الروض المربع، وغيرها.

## الخطابة في الجوامع
اعتلى منبر الجمعة في مدينة الرياض منذ كان على مقاعد الدراسة في منتصف المرحلة الثانوية حينما كان دارساً بالمعهد العلمي بالرياض عام 1392 هـ، بدءاً بجامع مستشفى القوات المسلحة، ثم جامع حي السليمانية، ثم جامع المنصور بالمرقب، ثم جامع الأمير متعب الغربي بحي الملز، ثم بجامع الأمير فيصل بن محمد بن تركي بحي المغرزات بالرياض ثم أخيراً بجامع الشيخ فهد بن عبد الرحمن بن فهد الدخيل بالرياض حي الشهداء، إضافة إلى خطب الجمعة التي يلقيها خارج المملكة في رحلاته الدعوية الرسمية. كما قام بجمع وتنقيح خطب الجمعة التي كان قد ألقاها في مختلف المناسبات في مؤلفه: «اللمع من خطب الجمع» وهو من ثلاث مجلدات من القطاع الكبير صادر عن دار ابن خزيمة بالرياض، حاوياً على عشرات الخطب المنوعة بقصد إعانة الوعّاظ وخطباء الجمعة، مقسمة حسب الموضوع، إضافة إلى ثلاث مجلدات أخرى من نفس المؤلف تحت الطبع.

## المؤلفات
له مجموعة من الكتب والرسائل المخطوطة وأخرى تحت الطبع، وطُبِعَت مجموعة من كتبه وهذه بعضها:
- الفوائد السنية على العقيدة الواسطية.
- المفيد على كتاب التوحيد.
- التعليقات على كشف الشبهات.
- البيان لأركان الإيمان.
- المستفاد على لمعة الاعتقاد.
- الإصابة في حقوق وفضائل الصحابة.
- إفادة المسؤول على ثلاثة الأصول.
- المأثورات من الأدعية والأذكار في الصلوات.
- الإشارات إلى جملة من حِكَم وأحكام الزكاة.
- تذكرة الصوام بشيء من أحكام الصيام والقيام.
- زاد الحجاج والمعتمرين.
- تذكرة أولي الغِيَر بشأن شعيرة الأمر بالمعروف والنهي عن المنكر.
- الذكرى بخطر الربا.
- شهادة الزور وخطرها.
- تذكرة الناس بشأن اللباس.
- اللمع من خطب الجمع (3 مجلدات).
- فوائد ومعالم مهمة عن إمام الأمة الشيخ عبد العزيز بن باز.
- الآداب والأذكار المأثورة.
- تبصرة الهداة بشأن الدعوة والدعاة.
- الإرشادات المهمة لعامة الأمة.

## وفاته
توفي مساء يوم الأربعاء 13 مارس 2024 الموافق 3 رمضان 1445هـ بعد معاناة من المرض.

## طالع أيضًا
- عبد العزيز بن باز.
- صالح الفوزان.
- محمد الأمين الشنقيطي.
- عبد الله بن جبرين.
- محمد بن صالح العثيمين.
- عبد الله بن حسن بن قعود.

## وصلات خارجية
- صفحته على موقع طريق الإسلام.

- صحيفة الجزيرة
- %20عبدالله%20بن%20صالح&aspect=advanced&menu=search&source=172.16.16.74@!kfnl1256 مكتبة الملك فهد الوطنية
- الألوكة
- طريق الإسلام
- مجلة الدعوة
- الإسلام العتيق
- Islam House
- شبكة الإسلام الدعوية
- البث الإسلامي